# On Tour
Albums de Yann Tiersen
Les Retrouvailles
(2005) Tabarly (BO)
(2008)
On Tour est le troisième album live de Yann Tiersen. Il a été enregistré lors de sa tournée mondiale de 2006. Sur ce disque le morceau appelé Ma France à moi  est un morceau de Diam's.

## Liste des titres
1. La terrasse - 5:10
2. La rade - 3:24 - avec Katel
3. Ma France à moi - 3:49 - chanté par Diam's
4. Les bras de mers - 5:31
5. 1er réveil par temps de guerre - 4:17
6. Mary - 3:21 - avec Elizabeth Fraser
7. La perceuse - 2:15
8. State of shock - 5:36
9. Le train - 4:46
10. Esther - 7:15
11. La rade - 3:08
12. Ukulélé man - 2:28